# Ars-sur-Moselle
Ars-sur-Moselle är en kommun i departementet Moselle i regionen Grand Est (tidigare regionen Lorraine) i nordöstra Frankrike. Kommunen ligger i kantonen Ars-sur-Moselle som tillhör arrondissementet Metz-Campagne. År 2022 hade Ars-sur-Moselle 4 645 invånare.

## Befolkningsutveckling
Antalet invånare i kommunen Ars-sur-Moselle
| Referens: INSEE |